# Arthur Kobus
Arthur Kobus (9. února 1879 Metz – duben 1945 Berlín) byl německý důstojník, generálporučík Wehrmachtu za druhé světové války.

## Život
Narodil se 9. února 1879 v Metách v Alsasku-Lotrinsku, které v té době bylo součástí Německého císařství. Za první světové války sloužil v německé armádě jako důstojník a byl oceněn Železným křížem obou tříd. Po válce přešel do Reichswehru, později do Wehrmachtu. Za druhé světové války plnil rozličné úkoly a účastnil se několika bojových operací. Hodnost Generalleutnant získal 1. července 1942. V dubnu spáchal v Berlíně sebevraždu, aby nepadl do sovětského zajetí.

## Vyznamenání
- |  Železný kříž (1914) I. a II. třídy